# Oscarinus texensis
Oscarinus texensis är en skalbaggsart som beskrevs av Cartwright 1972. Oscarinus texensis ingår i släktet Oscarinus och familjen Aphodiidae. Inga underarter finns listade i Catalogue of Life.